# Julius Berendes (Apotheker)
Julius Dominicus Berendes (* 23. März 1837 in Paderborn; † 6. Juli 1914 in Goslar) war ein deutscher Apotheker und Pharmazie- und Medizinhistoriker.

## Leben
Julius Berendes war Sohn eines Küsters. Nach dem Abitur begann er bei seinem Bruder eine Lehre zum Apotheker, die er in Belecke (Warstein) erfolgreich abschloss. Nach kurzer Tätigkeit als Gehilfe in Paderborn und Gelsenkirchen studierte er in Innsbruck zwei Semester Philosophie, Geschichte und Archäologie. Es folgten ein Jahr als Militärapotheker in Münster und ein Studium der Pharmazie in Bonn, welches er 1864 mit dem Staatsexamen abschloss. In Freiburg wurde er im selben Jahr mit einer Arbeit über die Kristallform und chemische Zusammensetzung des seltenen Minerals Dufrénoysit (Pb2As2S5) promoviert. Sein Doktorvater war Leopold Heinrich Fischer, die mündliche Prüfung wurde ihm erlassen. Die Arbeit war Gerhard vom Rath und dem Chemiker Hans Heinrich Landolt gewidmet.
Zusammen mit seinem Bruder erwarb Berendes 1865 die Apotheke in Ahaus und übernahm kurz darauf die Leitung. 1877 kam eine weitere Apotheke in Hameln hinzu, die er nach dem Tode seiner Frau aber wieder abgab. 1883 zog er nach Goslar, um die Rats-Apotheke des 1882 gestorbenen Louis Deger zu pachten. Aufgrund eines Runderlasses vom 21. September 1886 musste er die Apotheke 1887 wieder aufgeben und widmete sich fortan ganz der Pharmaziegeschichte. 1900 wurde ihm vom Kaiser der Professorentitel verliehen, 1914 zum 50. Jubiläum der Promotion der Rote Adlerorden IV. Klasse.
In seiner wissenschaftlichen Arbeit konzentrierte sich Berendes auf die Antike, griff in Aufsätzen für die Zeitschriften Archiv der Pharmazie, der Pharmazeutischen Zeitung, der Pharmazeutischen Post und der Apotheker-Zeitung aber auch andere Themen auf. Seine 1891 vorgelegte historisch-kritische Studie Die Pharmacie bei den alten Culturvölkern gilt noch heute als Standardwerk. Von einer geplanten mehrbändigen Geschichte der Pharmazie erschien 1898 aufgrund von Unstimmigkeiten nur der erste Band über die Pharmazie der Ägypter und Israeliten. Co-Autor Hermann Schelenz veröffentlichte 1904 seine Geschichte der Pharmazie, worauf Berendes 1907 mit Das Apothekenwesen. Seine Entstehung und geschichtliche Entwicklung bis zum XX. Jahrhundert. reagierte.
Besondere Bekanntheit bis heute hat Berendes als Übersetzer der Physica von Hildegard von Bingen, des Liber de cultura hortorum von Walahfried Strabo, der Arzneimittellehre des Pedanios Dioskurides sowie der medizinischen Enzyklopädie des Paulos von Aigina.
In seinem letzten Aufsatz beschrieb er die 600-jährige Geschichte der Rats-Apotheke in Goslar. Nach längerer Krankheit verstarb Julius Berendes am 6. Juli 1914.

## Schriften (Auswahl)
- De Dufrénoysite vallis Binnensis (Dissertation 1864)
- Die Pharmazie bei den alten Kulturvölkern. Historisch-kritische Studien. Halle/Saale 1891; Neudruck Hildesheim 1965 und 1989.
- Der angehende Apotheker. Lehrbuch der pharmazeutischen Hilfswissenschaften zum Gebrauch für den Unterricht der Eleven. 1893.
- als Übersetzer: Hildegard von Bingen: Die Physica der heiligen Hildegard. Sonderdruck der Pharmaceutischen Post, Wien 1897.
- als Herausgeber: Geschichte der Pharmazie. Unter Mitwirkung angesehener Historiker und Fachgenossen. Leipzig 1898.
- Des Pedanios Dioskurides aus Anazarbos Arzneimittellehre in fünf Büchern. Übersetzt und mit Erklärungen versehen. Ferdinand Enke, Stuttgart 1902 (Volltext; Digitalisat; Digitalisat). Nachdrucke: Sändig, Wiesbaden 1970; Sändig, Schaan 1983; Sändig, Vaduz 1987; Sändig, Vaduz 2005.
- Das Apothekenwesen. Seine Entstehung und geschichtliche Entwicklung bis zum XX. Jahrhundert. Stuttgart 1907; Neudruck Hildesheim 1967.
- Paulos’ von Aegina des besten Arztes sieben Bücher: nebst einem Anhang: die römischen Baeder, die bei Paulos vorkommenden aelteren Aerzte, und 2 Tafeln. Übersetzt und mit Erläuterungen versehen. Mit einem Geleitwort von R. Kobert. Leiden 1914. Erstabdruck: Des Paulos von Aegina Abriss der gesammten Medizin in sieben Büchern. In: Janus. Band 13, 1908, bis Band 18 (1913).